# Ulica Legnicka we Wrocławiu
Ulica Legnicka – jedna z arterii wylotowych Wrocławia, prowadzących ze staromiejskiego centrum na zachód, w kierunku Leśnicy, Środy Śląskiej, Legnicy i Frankfurtu nad Odrą.
Zaczyna się na placu Jana Pawła II, w miejscu, w którym do 1820 stała Brama Mikołajska nad Fosą Miejską i ciągnie się na zachód, lekko skręcając w kierunku północno-zachodnim. Po około 3,6 km, przy dawnej zajezdni tramwajowej nr 5, za skrzyżowaniem z ulicą Na Ostatnim Groszu, ulica zmienia nazwę na Lotniczą. Do 1945 ulica Legnicka nosiła nazwę Friedrich-Wilhelm-Straße (na odcinku od Fosy Miejskiej do placu Strzegomskiego) i Frankfurterstraße (od pl. Strzegomskiego do ul. Na Ostatnim Groszu).

## Historia
Trakt ten był początkowym fragmentem szosy berlińskiej (Berliner Chaussee) prowadzącej z Wrocławia do Berlina. Wzdłuż drogi, wzmiankowanej już w 1443, znajdowały się pojedyncze domy i ogrody. Na odcinku między Bramą Mikołajską a zlokalizowanym w rejonie obecnego placu Strzegomskiego kamiennym krzyżem, znajdowało się w 1774 roku 76 domów, a także Gospoda Pod Złotym Mieczem (przy obecnej ul. Sokolniczej). Na Szczepinie, przy Legnickiej nr 42-48, znajdował się cmentarz z kościołem pogrzebowym z 1777.
Po zdobyciu Wrocławia przez wojska napoleońskie, splądrowaniu przedmieść i samego miasta oraz nakazaniu przez zwycięzców rozbiórki murów miejskich w 1807, trakt berliński odbudowano, nadając mu charakter ulicy: zaczęły się tu pojawiać pierwsze większe domy, a później także kamienice, niektóre reprezentacyjne i okazałe. W XIX wieku, po odbudowie po francuskiej grabieży, ulica uznawana była za jedną z najpiękniejszych w mieście. Rozwijający się od połowy tego stulecia wrocławski węzeł kolejowy przeciął oś ulicy liniami prowadzącymi do Poznania (Posener Eisenbahn) i do Oleśnicy (Rechtsoderufer-Eisenbahn); kolej wybudowała w pobliżu ulicy stację Breslau Nikolaitor („Wrocław Brama Mikołajska”, czynną do dziś jako Wrocław Mikołajów). Na przełomie XIX i XX wieku przy ulicy Legnickiej, w pobliżu instalacji kolejowych, wybudowana została według projektu Osthoffa i Rimplera rzeźnia miejska i targ bydła. Obiekt ten, jako jeden z nielicznych znajdujących się przy ul. Legnickiej, przetrwał II wojnę światową i oblężenie Festung Breslau w stopniu umożliwiającym jego odbudowę i późniejszą eksploatację. Zrealizowane w latach 20. i 30. XX wieku założenie tej arterii przewidywało dwujezdniową ulicę z wydzielonym torowiskiem tramwajowym, wzdłuż niej – oprócz bogatych kamienic przy Friedrich-Wilhelm-Straße – powstały m.in. nowe osiedla mieszkaniowe dla średniozamożnych mieszkańców, w tym Popowice na dalszym odcinku (przy Frankfurterstraße i Manfred-von-Richthofen-Platz – dzisiejszym placu Wiślanym). Wojna zrujnowała zabudowę ulicy Legnickiej niemal doszczętnie. Oprócz zabudowań przy rzeźni i zajezdni tramwajowej, do odbudowy nadawało się na tym trzyipółkilometrowym odcinku tylko kilka budynków oraz betonowy schron z 1942, zaprojektowany przez Richarda Konwiarza.
Przez pierwszy okres po II wojnie światowej niemiecką nazwę miasta Liegnitz spolszczono na „Lignica”; konsekwentnie też wrocławską ulicę prowadzącą w tym kierunku nazwano Lignicką. Powojenne założenia komunikacyjne arterii nawiązywały do poprzednich, ale trasę wytyczono szerszą, a zabudowę wzdłuż niej – luźniejszą. Przy ul. Legnickiej postawiono w latach 70. osiedla w technologii wielkopłytowej. Wybudowany w 1977, według projektu arch. Anny i Jerzego Tarnawskich, budynek Dolnośląskiego Centrum Medyczne Dolmed S.A. (ul. Legnicka 40) został uznany we Wrocławiu Domem Roku 1977, w kategorii „Najlepszy obiekt użyteczności publicznej”. Poszerzono także prześwit pod wiaduktami kolejowymi przecinającymi ulicę tak, że mieszczą się tam obecnie swobodnie po trzy pasy jezdni w obie strony, chodniki i dwutorowa linia tramwajowa.

## Stan obecny
Ulica Legnicka stanowi korytarz transportowy łączący zachodnią część miasta oraz obwodnicę śródmiejską z centrum. Po wydzielonym na całej długości ulicy torowisku jeździ sześć linii tramwajowych.
Na całej długości ul. Legnicka zbudowana jest w standardzie dwujezdniowym, po trzy pasy każda. Dodatkowo przy ważniejszych skrzyżowaniach droga wyposażona jest w lewo- i prawoskręty. Sygnalizacja świetlna skonfigurowana jest tak, aby realizować tzw. „zieloną falę”.

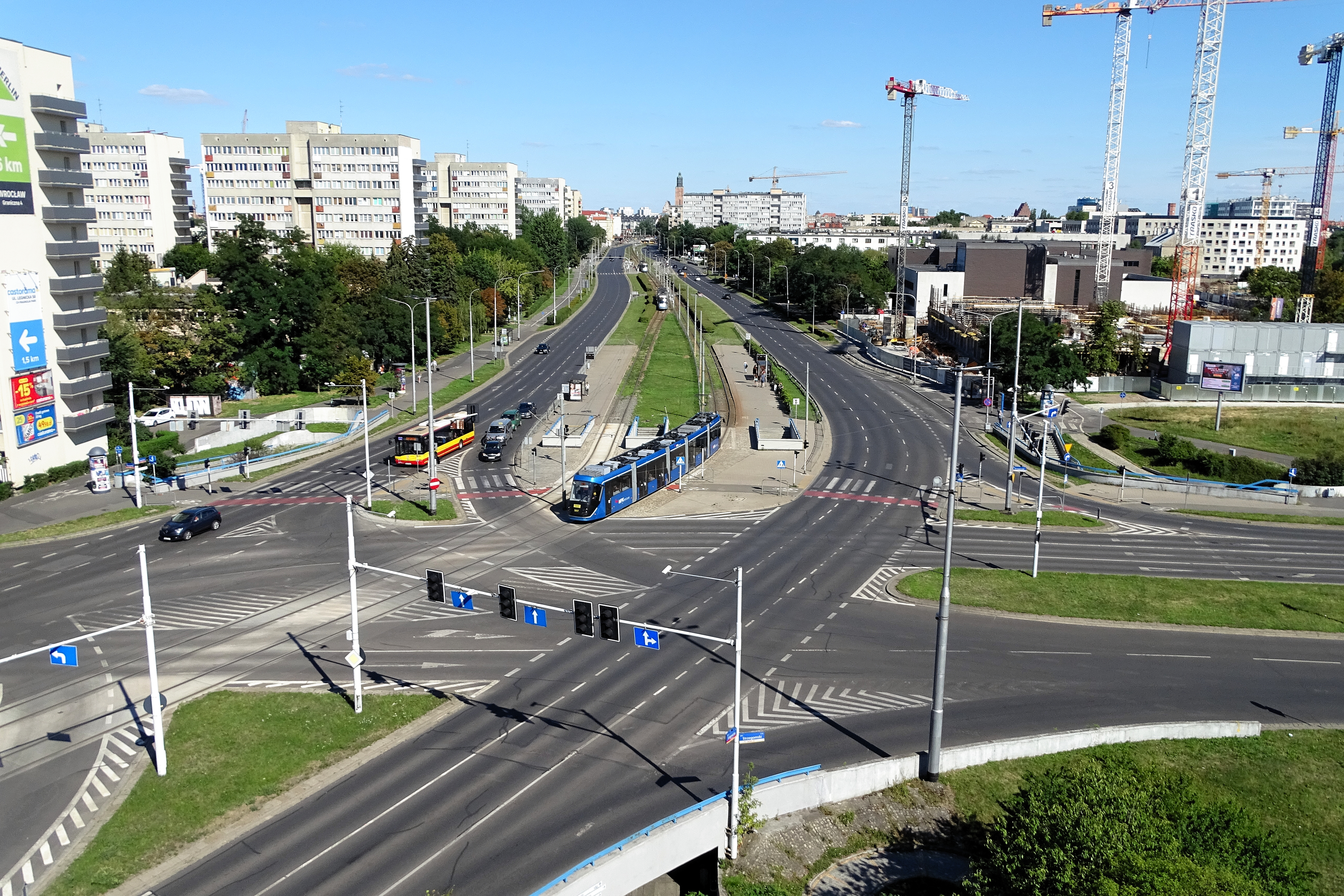
Plac Strzegomski i ulica Legnicka w kierunku centrum
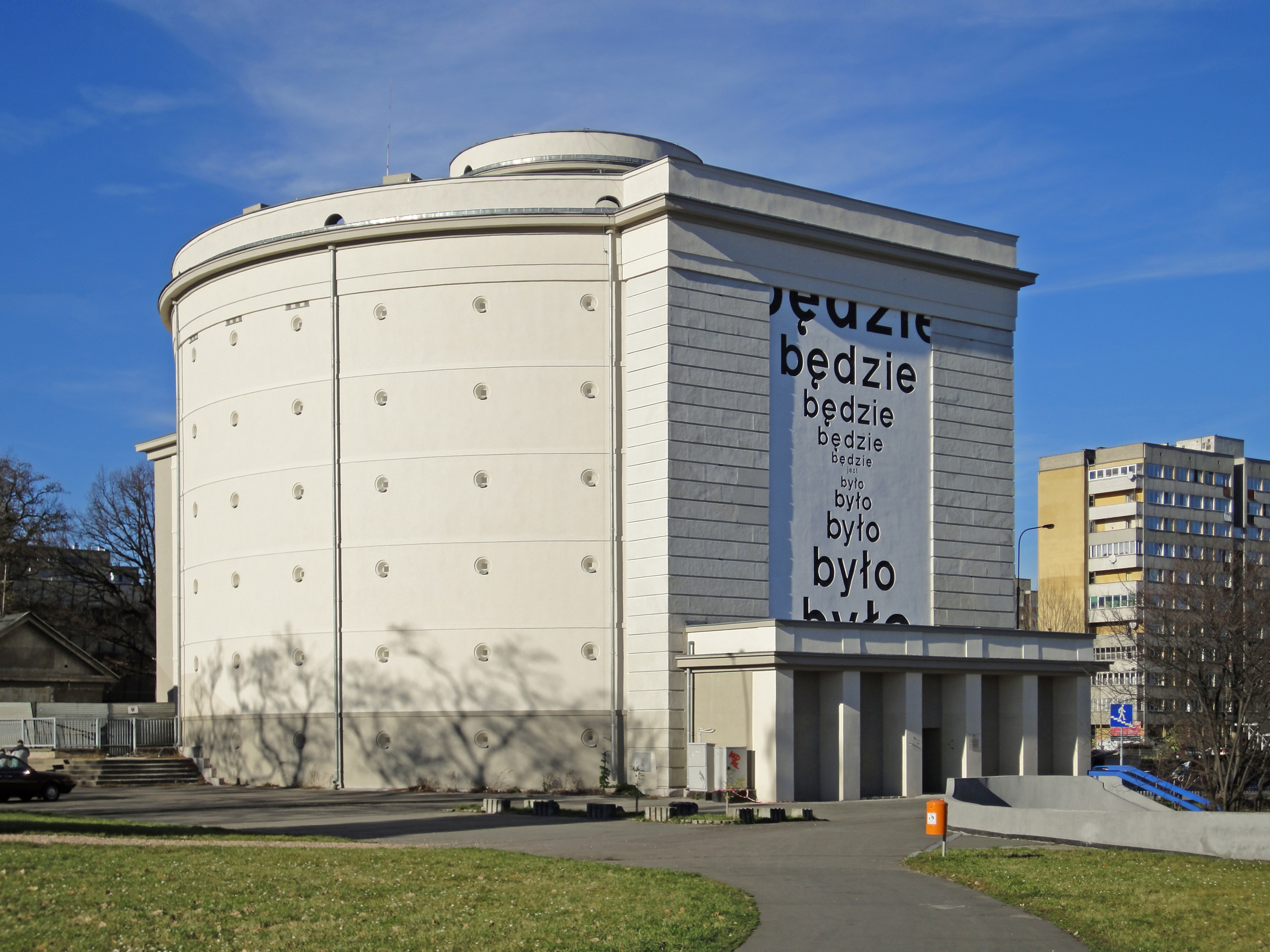
Bunkier Strzegomski
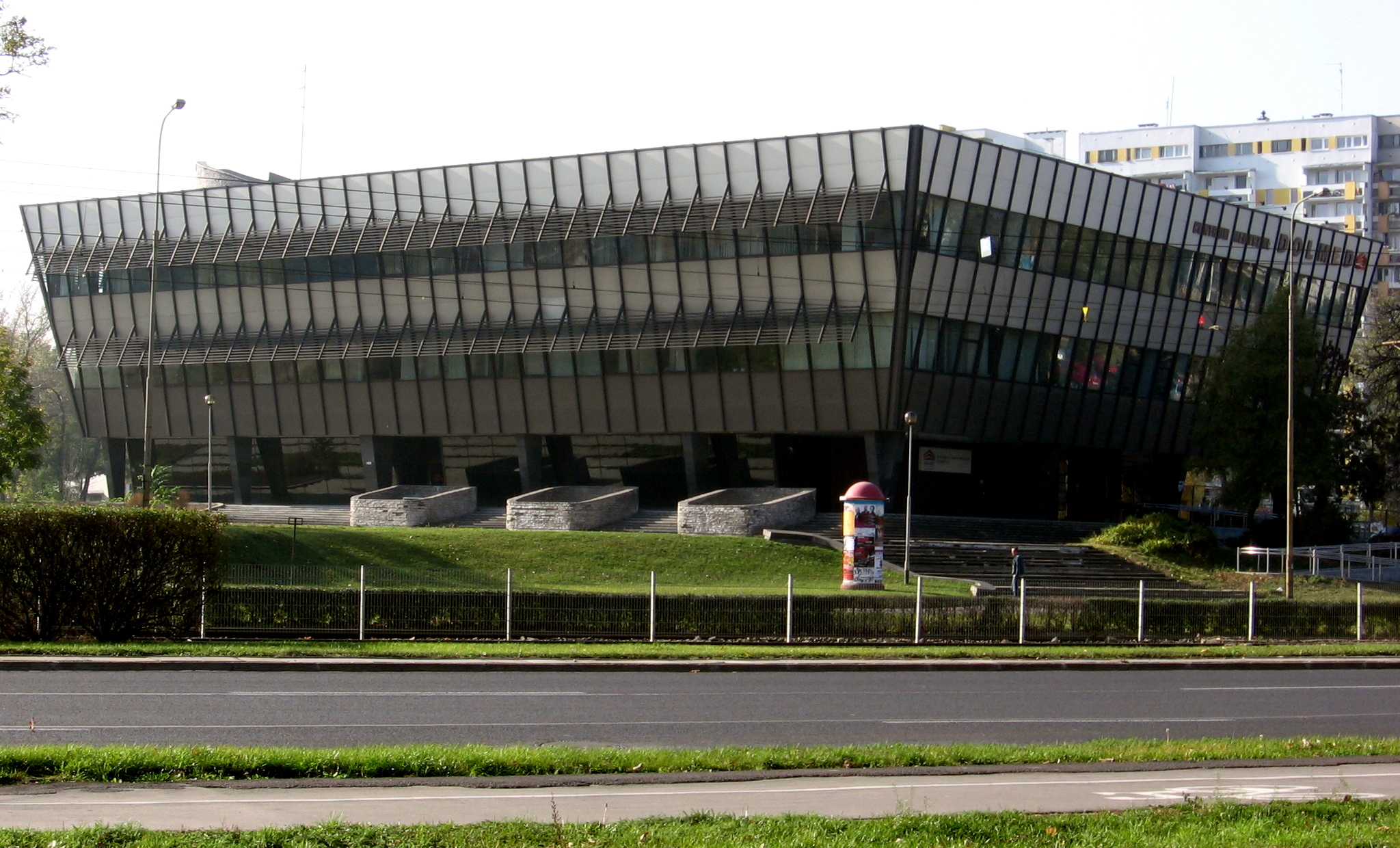
„Dolmed”, widok od strony ulicy Legnickiej